# Parafia Chrystusa Króla w Dąbrowie Górniczej
Parafia Chrystusa Króla w Dąbrowie Górniczej – rzymskokatolicka parafia, położona w dekanacie dąbrowskim - Najświętszej Maryi Panny Anielskiej, diecezji sosnowieckiej, metropolii częstochowskiej w Polsce, erygowana w 1955 roku.

## Zasięg parafii
Ulice: Bobrowa, Buczka, Długa (domy prywatne baz bloków), Harcerska, Krasińskiego, Leśna, (domy prywatne bez bloków), 11 Listopada, Mickiewicza, Majakowskiego, Norwida, Nowocmentarna, Partyzantów, Poleśna, Południowa, Poprzeczna, Różana, Słowackiego, Spółdzielcza, Staszica, Szklana, Świerkowa, Tuwima, Uthkego, Wschodnia, Wyspiańskiego, Jana Ziemby, Zagórska, Zgoda. 